# Johann Heinrich Gottlob von Justi
Johann Heinrich Gottlob von Justi (1717 – 1771) was een Duitse jurist en denker over sociaal-economisch en politiek regeringsbeleid volgens de principes van het kameralisme.
Justi schreef meer dan 50 boeken en brochures over filosofische, technologische, scheikundige, natuurkundige, geologische, politieke en economische onderwerpen. Hij voegde ‘von’ aan zijn achternaam toe, daarmee suggererend dat hij van adel was. Daarvoor is echter geen bewijs gevonden. Hij gaf les aan academies en universiteiten en had hoge (maar niet altijd succesvolle) raad- en leidinggevende posities op het terrein van de mijnbouw. Justi had echter ook veel jaren zonder een academische of ambtelijke aanstelling. Zijn omvangrijke productie van wetenschappelijke handboeken en politieke geschriften verzekerde hem van inkomen en gaf hem invloed. Hij zette zich in voor een politieke en economische hervorming en opbouw van Duitstalig Midden-Europa (het Heilige Roomse Rijk). Dat diende zich in zijn ogen sterker te maken tegenover de twee grootmachten, Groot-Brittannië en Frankrijk.
Die hervorming kon volgens Justi niet worden gerealiseerd met de regeringsvorm van een absolute monarchie. Er was een ander, nieuw type bestuur vereist, namelijk een ‘verlichte’ monarchie: een regering die de nieuwe, rationele principes van de Verlichting toepaste. Hij stelde dat de verlichte heerser vijf regels dient te volgen (met sommige liep hij vooruit op wat Adam Smith in 1776 in Wealth of Nations betoogde). Ten eerste moet de vorst de vrijheid van de burgers beschermen, vrijheid is voor economische groei noodzakelijk, en het nastreven van het eigenbelang is daarbij een sterke motor. Ten tweede moet de monarch ervoor zorgen dat ieders eigendom heilig is, ten derde dat de rechterlijke macht onafhankelijk is. Ten vierde mogen belastingen niet te hoog zijn en ze moeten beslist niet worden geheven om de heerser en zijn entourage een luxueus leven te bezorgen. De vijfde regel is de belangrijkste: de vorst moet nooit een oorlog beginnen.
Justi zette in zijn handboeken voor het kameralisme en de belastinghervorming de maatregelen die hij noodzakelijk achtte op een rij, zoals in
- Staatswirtschaft, oder systematische Abhandlung aller Oekonomischen und Cameralwissenschaften die zur Regierung eines Landes erfordert werden, Leipzig 1755 -1758, 2 delen
- Die Grundfeste zu der Macht und Glückseeligkeit der Staaten, oder ausführliche Vorstellung der gesamten Policei-Wissenschaft, Kŏnigsberg/Leipzig 1760-1761, 2 delen
- System des Finanzwesens. Nach vernünftigen aus dem Endzweck der bürgerlichen Gesellschaften und aus der Natur aller Quellen der Einkünfte des Staats hergeleiteten Grundsätze und Regeln abgehandelt, Halle 1766